# Victor Borosini von Hohenstern
Victor Ritter Borosini von Hohenstern (* 5. Februar 1872 in Wiener Neustadt; † 23. Oktober 1968 in Los Angeles, Kalifornien) war ein deutsch-österreichischer Offizier und Diplomat.

## Leben
Von Hohenstern wurde 1872 als Sohn des gleichnamigen k.u.k. Hauptmanns Victor Ritter Borosini von Hohenstern und dessen Ehefrau Hermine geborene von Freiesleben geboren. Nach dem Tod des Vaters 1874 heiratete die Mutter einen Offizier der sächsischen Armee. Er besuchte von 1878 bis 1882 die Höhere Knabenschule in Chemnitz, von 1882 bis 1886 die Thomasschule zu Leipzig, von 1886 bis 1888 die Klosterschule Roßleben und von 1888 bis 1892 das Gymnasium Dresden-Neustadt. Nach dem Abitur wurde er Fahnenjunker im Schützen-Füsilier-Regiment „Prinz Georg“ (Königlich Sächsisches) Nr. 108. 1893 erfolgte die Beförderung zum Secondelieutenant. 1895 absolvierte er ein Dolmetscherexamen in Französisch. Nach seiner Dienstzeit unternahm er Reisen in die Vereinigten Staaten, in das Vereinigte Königreich, in die Schweiz und nach Russland. 1899 heiratete er die gebürtige US-Amerikanerin Edith Lillian geb. Dorr.
Er studierte ab 1899 am Seminar für Orientalische Sprachen und Chemie am Polytechnikum in Berlin und Zürich. Aufgrund einer Krankheit musste er allerdings sein naturwissenschaftliches Studium aufgeben. 1901 wechselte er zu Rechts- und Staatswissenschaften an der Universität Genf und der Friedrich-Wilhelms-Universität Berlin. Zu seinen akademischen Lehrern gehörten u. a. Richard Boeckh, Gustav v. Schmoller, Georg Simmel, Franz von Liszt und Wilhelm Dilthey. 1905 wurde er zum Dr. phil. promoviert.
Ab 1914 wurde er reaktiviert und als Ersatz zum 2. Königlich Sächsischen Jäger-Bataillon Nr. 13 abkommandiert. Er geriet dabei in britische und französische Gefangenschaft. 1918 wurde er zum Hauptmann befördert und als Militärattaché an der Deutschen Gesandtschaft Bern eingesetzt. 1919 bearbeitete er Presse- und Passangelegenheiten in Zürich. Von 1920 bis 1922 war er Pressereferent an der Deutschen Botschaft Rom und Vertreter des Wolfischen Telegraphenbüros. Im Jahr 1922 wurde er Handelsattaché (ehrenamtlicher Beirat in wirtschaftlichen und sozialen Angelegenheiten) in New Orleans, Louisiana.
Zuletzt lebte er in Pasadena in Kalifornien.

## Werke
- Einundvierzig Jahre in Indien vom Subaltern-Offizier bis zum Ober-Befehlshaber – Frederick Roberts, 1. Earl Roberts. Bd. 2. Berlin 1904.